# Martin Braxenthaler
Martin Braxenthaler (11 de marzo de 1972) es un deportista alemán que compitió en esquí alpino adaptado. Ganó doce medallas en los Juegos Paralímpicos de Invierno entre los años 1998 y 2010.

## Palmarés internacional
| Juegos Paralímpicos | Juegos Paralímpicos        | Juegos Paralímpicos | Juegos Paralímpicos     |
| Año                 | Lugar                      | Medalla             | Prueba                  |
| ------------------- | -------------------------- | ------------------- | ----------------------- |
| 1998                | Nagano (Japón)             | Medalla de bronce   | Supergigante LW10       |
| 2002                | Salt Lake (Estados Unidos) | Medalla de oro      | Descenso LW10           |
| 2002                | Salt Lake (Estados Unidos) | Medalla de oro      | Eslalon LW10            |
| 2002                | Salt Lake (Estados Unidos) | Medalla de oro      | Eslalon gigante LW10    |
| 2002                | Salt Lake (Estados Unidos) | Medalla de oro      | Supergigante LW10       |
| 2006                | Turín (Italia)             | Medalla de oro      | Eslalon sentado         |
| 2006                | Turín (Italia)             | Medalla de oro      | Eslalon gigante sentado |
| 2006                | Turín (Italia)             | Medalla de oro      | Supergigante sentado    |
| 2010                | Vancouver (Canadá)         | Medalla de oro      | Eslalon sentado         |
| 2010                | Vancouver (Canadá)         | Medalla de oro      | Eslalon gigante sentado |
| 2010                | Vancouver (Canadá)         | Medalla de oro      | Supercombinada sentado  |
| 2010                | Vancouver (Canadá)         | Medalla de plata    | Supergigante sentado    |